# Coupe Banque Nationale 2018
Coupe Banque Nationale 2018, oficiálním sponzorským názvem Coupe Banque Nationale présentée par IGA 2018, byl tenisový turnaj pořádaný jako součást ženského okruhu WTA Tour, který se hraje na krytých dvorcích s kobercem v halovém komplexu PEPS de l'Université Laval. Probíhal mezi 10. až 16. zářím 2018 v kanadském Québecu jako dvacátý šestý ročník turnaje.
Turnaj s rozpočtem 250 000 dolarů patřil do kategorie WTA International Tournaments. Nejvýše nasazenou hráčkou ve dvouhře se stala běloruská světová dvacítka Aryna Sabalenková, kterou v úvodním kole vyřadila Američanka Varvara Lepčenková. Jako poslední přímá účastnice do dvouhry nastoupila 160. hráčka žebříčku Kristie Ahnová ze Spojených států.
Čtvrtý singlový titul na okruhu WTA Tour vybojovala 32letá Francouzka Pauline Parmentierová. Premiérovou společnou trofej ve čtyřhře WTA vyhrála americká dvojice Asia Muhammadová a Maria Sanchezová.

## Distribuce bodů a finančních odměn

### Distribuce bodů
| Soutěž  | vítězky | finalistky | semifinalistky | čtvrtfinalistky | 16 v kole | 32 v kole | Q  | Q3 | Q2 | Q1 |
| ------- | ------- | ---------- | -------------- | --------------- | --------- | --------- | -- | -- | -- | -- |
| dvouhra | 280     | 180        | 110            | 60              | 30        | 1         | 18 | 14 | 10 | 1  |
| čtyřhra | 280     | 180        | 110            | 60              | 1         | —         | —  | —  | —  | —  |

### Finanční odměny
| Soutěž  | vítězky | finalistky | semifinalistky | čtvrtfinalistky | 16 v kole | 32 v kole | Q2     | Q1   |
| ------- | ------- | ---------- | -------------- | --------------- | --------- | --------- | ------ | ---- |
| dvouhra | $43 000 | $21 400    | $11 500        | $6 175          | $3 400    | $2 100    | $1 020 | $600 |
| čtyřhra | $12 300 | $6 400     | $3 435         | $1 820          | $960      | —         | —      | —    |

## Ženská dvouhra

### Nasazení
| Stát                          | Hráčka                | WTA | Nasazení |
| ----------------------------- | --------------------- | --- | -------- |
| Bělorusko                     | Aryna Sabalenková     | 20. | 1.       |
| Chorvatsko                    | Petra Martićová       | 47. | 2.       |
| Portoriko                     | Mónica Puigová        | 55. | 3.       |
| Rumunsko                      | Monica Niculescuová   | 62. | 4.       |
| USA                           | Sofia Keninová        | 65. | 5.       |
| Česko                         | Lucie Šafářová        | 69. | 6.       |
| Německo                       | Tatjana Mariová       | 70. | 7.       |
| Francie                       | Pauline Parmentierová | 71. | 8.       |
| Žebříček WTA k 27. srpnu 2018 |                       |     |          |

### Jiné formy účasti
Následující hráčky obdržely divokou kartu do hlavní soutěže:
- Françoise Abandová
- Leylah Fernandezová
- Rebecca Marinová

Následující hráčka nastoupila do hlavní soutěže v důsledku žebříčkové ochrany:
- Olga Govorcovová

Následující hráčky si zajistily postup do hlavní soutěže v kvalifikaci:
- Marie Bouzková
- Gabriela Dabrowská
- Victoria Duvalová
- Sesil Karatančevová
- Tereza Martincová
- Jessica Pegulaová

### Odhlášení
před zahájením turnaje
- Anna Blinkovová → nahradila ji  Veronika Kuděrmetovová
- Danielle Collinsová → nahradila ji  Naomi Broadyová
- Olga Danilovićová → nahradila ji  Ons Džabúrová
- Vitalija Ďjačenková → nahradila ji  Madison Brengleová
- Margarita Gasparjanová → nahradila ji  Beatriz Haddad Maiová
- Anastasija Pavljučenkovová → nahradila ji  Heather Watsonová
- Pcheng Šuaj → nahradila ji  Mona Barthelová
- Sachia Vickeryová → nahradila ji  Georgina Garcíaová Pérezová

## Ženská čtyřhra

### Nasazení
| Stát                                                                      | Hráčka               | Stát      | Hráčka                 | WTA  | Nasazení |
| ------------------------------------------------------------------------- | -------------------- | --------- | ---------------------- | ---- | -------- |
| USA                                                                       | Kaitlyn Christianová | USA       | Sabrina Santamariová   | 108. | 1.       |
| Chorvatsko                                                                | Darija Juraková      | Švýcarsko | Xenia Knollová         | 137. | 2.       |
| USA                                                                       | Desirae Krawczyková  | Mexiko    | Giuliana Olmosová      | 151. | 3.       |
| Rusko                                                                     | Natela Dzalamidzeová | Rusko     | Veronika Kuděrmetovová | 183. | 4.       |
| Žebříček WTA k 27. srpnu 2018; číslo je součtem umístění obou členek páru |                      |           |                        |      |          |

### Jiné formy účasti
Následující páry obdržely divokou kartu do hlavní soutěže:
- Leylah Fernandezová  /  Sharon Fichmanová
- Carson Branstineová  /  Rebecca Marinová

## Přehled finále

### Ženská dvouhra
- Pauline Parmentierová vs.  Jessica Pegulaová 7–5, 6–2

### Ženská čtyřhra
- Asia Muhammadová /  Maria Sanchezová vs.  Darija Juraková /  Xenia Knollová 6–4, 6–3